# Олла, Паулин Ян
Паулин Ян Олла (индон. Paulinus Yan Olla, 5 сентября 1953 года, Сеоб-Эбан, Индонезия) — католический прелат, второй епископ Танджунгселора с 22 февраля 2018 года. Член монашеской конгрегации «Миссионеры Святого Семейства».

## Биография
Окончил начальную семинарию в Лайане, затем изучал богословие и философию в Высшей духовной семинарии в Джокьякарте. Продолжил своё обучение на папском факультете Веда-Бхакти там же. 22 июля 1991 года принял монашеские обеты в конгрегации «Миссионеры Святого Семейства». 28 августа 1992 года рукоположён в священники. В последующие годы исполнял различное служение: викарий в приходе Святого Семейства в Джокьякарте (1992—1994), координатор комиссии по делам семьи архиепархии Самаринды (1993—2005), ректор Малой семинарии Дон Боско в Самаринде (1995—1997), священник прихода Пресвятой Девы Марии в Банджарбару (1997—2000), обучение пастырскому богословию в Университете Терезиана в Риме (2000—2004), генеральный секретарь конгрегации (2007—2013), ректор богословского факультета конгрегации в Маланге (с 2014 года), преподаватель духовного богословия в Маланге (с 2014 года), преподаватель философии и богословия в Высшем институте Видья-Сасана в Маланге.
22 февраля 2018 года Римский папа Франциск назначил его епископом Танджунгселора. 5 мая 2018 года состоялось его рукоположение в епископы, которое совершил архиепископ Самаринды Юстинус Харджосусанто в сослужении с епископом Палангкараи Алоизием Марьяди Сутриснаатмака и епископом Банджармасина Петрусом Бодденгом Тимангом.